# RN 9 (Zentralafrikanische Republik)
Die Route nationale 9 (abgekürzt RN 9) ist eine Nationalstraße in der Zentralafrikanischen Republik.

## Verlauf
Sie führt von Kongbo an der Route nationale 2 in Richtung Süden nach Mobaye, das am Grenzfluss Ubangi liegt. Sie hat eine Länge von etwa 65 Kilometern und ist auf ihrem kompletten Verlauf nicht asphaltiert.

## Bedeutung
Da der Ubangi in der Regenzeit schiffbar ist, stellt dieser eine Alternative zum maroden und unsicheren Straßennetz dar. Beispielsweise wird Vieh aus dem Landesinneren über die RN 9 nach Mobaye gebracht und anschließend per Boot (auf sogenannten baleignères) von Mobaye nach Bangui transportiert, um die auf der Straße zurückzulegenden Kilometer zu verringern. Dadurch hat die RN 9 als wichtigste Straßenanbindung der Stadt eine gewisse Bedeutung.